# Temple protestant de Rennes
Le temple de Rennes est un édifice religieux protestant réformé situé 22, boulevard de la Liberté à Rennes, en Bretagne. La paroisse est rattachée à l'Église protestante unie de France.

## Description
Le temple est de style néoroman avec voûtes en berceau et les fenêtres en arc plein cintre. Sa façade comporte trois arc plein cintre et une rosace à cinq lobes à motifs floraux. La porte est surmontée d'un tympan représentant une Bible ouverte sur deux versets « Sondez les écritures », Évangile selon Jean, chapitre 5 verset 3 et « Mes paroles ne passeront point », Évangile selon Matthieu, chapitre 24, verset 35.
L'orgue, reconstruit en 1978 et relevé en 2017, se compose de 13 jeux.

## Histoire
Les idées du protestantisme pénètrent en Bretagne dès le début de la Réforme protestante. En 1558, François de Coligny, frère de l'amiral Gaspard II de Coligny, rassemble la noblesse bretonne dans son château de la Bretesche pour exposer cette compréhension renouvelée du christianisme. Plus de cent familles nobles passent au calvinisme, comme la maison de Rohan, de Châtillon ou encore Renée de France, fille d'Anne de Bretagne. Une église est fondée à Renne, fréquentée par les familles d'artisans et de bourgeois.
Pendant les guerres de Religion, le gouverneur de la Bretagne, Philippe de Lorraine, duc de Mercœur refuse de se soumettre au roi Henri IV et persécute les familles protestantes. Les temples sont détruits. En 1598, après l'édit de Nantes, le culte est rétabli à Rennes.
Sous Louis XIII, le noble breton Henri II de Rohan prend la tête du parti Huguenot pour résister au pouvoir royal. Le protestant Amaury III de La Moussaye est gouverneur de Rennes et lieutenant-général de Bretagne. Il épouse Henriette de la Tour d'Auvergne, sœur du général Turenne et fille du maréchal Henri de La Tour d'Auvergne, prince de Sedan et premier gentilhomme de la chambre d'Henri IV, et d'Élisabeth de Nassau, fille de Guillaume Ier, prince d'Orange. Le temple de Rennes est alors à Cleusné (Cleunay), à une lieue de la ville.
Après la révocation de l'édit de Nantes en 1685 par Louis XIV, les protestants doivent abjurer leur foi et tous les temples sont détruits. La moitié des réformés de Rennes émigrent alors dans les pays du Refuge, en Angleterre ou aux Pays-Bas. La liberté de culte n'est rétablie qu'avec la Révolution française et la Déclaration des droits de l'homme et du citoyen de 1789.
En 1834, un temple est inauguré à la suite de la prédication du pasteur brestois Achille Le Foudrey. En 1857, un petit temple est ouvert au 6, rue de Nantes, avec pour pasteur Charles Vermeil jusqu'en 1870 puis le pasteur Vincent Moïse Arnoux. Le 2 août 1875, le conseil presbytéral décide de construire un temple plus grand sur la rive sud de la Vilaine. En 1879, le théologien presbytérien écossais Alexander Somerville donne trois conférences remarquées, qui attirent jusqu'à 1800 personnes.
Le temple de Rennes est construit de 1879 à 1882 sur les plans de l'architecte protestant Abel Chabal, de Brest. Il coûte plus de 100 000 francs, financé par un emprunt, les dons des fidèles, qui n'ont alors pas de lieu de culte, et un soutien de l’État de 15 000 francs (on est alors encore sous le régime concordataire),. En janvier 1899, pendant l'affaire Dreyfus, le pasteur Paul Émile Collet, est un membre fondateur de la section rennaise de Ligue des droits de l'homme. Il héberge dans sa famille Lucie Dreyfus, épouse  Alfred Dreyfus, pendant le procès de Rennes. Il est pasteur à Rennes de 1897 à 1889. Un orgue Olknow est installé en 1892.

La paroisse est dynamique au XXe siècle. Le philosophe Paul Ricœur, né à Rennes dans une famille protestante, y célèbre son mariage en 1932. Pendant la Seconde Guerre mondiale, Rennes est libéré août 1944 et la paroisse accueille des réfugiés protestants des zones de front des poches allemandes de Lorient et Saint-Nazaire. L'orgue est reconstruit en 1978  par le facteur Yves Sévère. Le temple et l'orgue sont rénovés en 2017. Le pasteur est Hervé Stücker depuis 2023. 